# Liste der Baudenkmale in Westergellersen
In der Liste der Baudenkmale in Westergellersen sind die Baudenkmale der niedersächsischen Gemeinde Westergellersen und ihrer Ortsteile aufgelistet. Die Quelle der  Baudenkmale und der Beschreibung ist der Denkmalatlas Niedersachsen. Der Stand der Liste ist der 29. Januar 2023.

## Allgemein
In den Spalten befinden sich folgende Informationen:
- Lage: die Adresse des Baudenkmales und die geographischen Koordinaten. Kartenansicht, um Koordinaten zu setzen. In der Kartenansicht sind Baudenkmale ohne Koordinaten mit einem roten Marker dargestellt und können in der Karte gesetzt werden. Baudenkmale ohne Bild sind mit einem blauen Marker gekennzeichnet, Baudenkmale mit Bild mit einem grünen Marker.
- Bezeichnung: Bezeichnung des Baudenkmales
- Beschreibung: die Beschreibung des Baudenkmales. Unter § 3 Abs. 2 NDSchG werden Einzeldenkmale und unter § 3 Abs. 3 NDSchG Gruppen baulicher Anlagen und deren Bestandteile ausgewiesen.
- ID: die Objekt-ID des Baudenkmales
- Bild: ein Bild des Baudenkmales, ggf. zusätzlich mit einem Link zu weiteren Fotos des Baudenkmals im Medienarchiv Wikimedia Commons. Wenn man auf das Kamerasymbol klickt, können Fotos zu Baudenkmalen aus dieser Liste hochgeladen werden:

## Westergellersen

### Einzelbaudenkmale
| Lage                                            | Bezeichnung      | Beschreibung | ID       | Bild           |
| ----------------------------------------------- | ---------------- | --- | -------- | -------------- |
| Die Twiete 1 53° 13′ 58″ N, 10° 14′ 51″ O       | Scheune          | Fachwerkbau mit Backsteinausfachung, teilweise verbrettert, Satteldach in Ziegeldeckung. Errichtet 18. Jh. | 28836712 | BW             |
| Hauptstraße 7 53° 14′ 2″ N, 10° 14′ 46″ O       | Scheune          | Eingeschossiger Bau in Lehmstampfbauweise und Giebeltrapezen in Fachwerk mit Backsteinausfachung unter Krüppelwalmdach ursprünglich in Ziegeldeckung. Längsdurchfahrten. Errichtet etwa 1850. | 28836731 | BW             |
| Im alten Dorfe 12 53° 13′ 51″ N, 10° 14′ 44″ O  | Speicher         | Traufständiger, zweigeschossiger Fachwerkbau in Hochrähmzimmerung mit eingezapften Ankerbalken mit Backsteinausfachungen unter Satteldach in Siegener Pfannenblechdeckung. Außenwände vertikale verbohlt. Errichtet zweite Hälfte 17. Jh. Mehrere Umbauphase u.a. mit Verlängerung um ein Fach. Treppe nachträglich erneuert. | 28836693 | BW             |
| Lüneburger Straße 1 53° 13′ 58″ N, 10° 15′ 0″ O | Wohnhaus         | Traufständiger, eineinhalbgeschossiger verputzter Backsteinbau über Kellersockel und mit Zierfachwerk im Drempel unter Krüppelwalmdach in Doppelmuldenfalzziegeldeckung. Straßenseitig asymmetrisch vorgelagerter zweigeschossiger risalitartiger Erker unter polygonalem Dach, darüber Zwerchhaus aus Fachwerk. Seitlicher Eingang mit laubenartikem Vorbauten aus Holz. Rechteckfenster mit kleinteiligem Oberlicht. Vorgarten mit Eisenzaun. Errichtet gegen 1910. | 28836674 | BW             |
| 53° 12′ 58″ N, 10° 15′ 14″ O                    | Gellerser Anfang | Inschrift: Monogramm des Königs, bestehend aus den ineinander geflochtenen Großbuchstaben G (George) und R (Rex = lat. König) sowie der römischen Nummer II: Georg II. (König von Großbritannien und Irland sowie deutscher Kurfürst von Braunschweig-Lüneburg (Hannover) von 1727 bis 1760); ein sogenannter Georg-Rex-Stein aus behauenem Buntsandstein. Mit der weiteren Nummer, der römischen Nummer I, markiert der Stein am nördlichen Rand des Waldgebietes Gellerser Anfang am Weg von Kirchgellersen nach Putensen (Salzhausen) den Anfang der den Wald damals einfassenden Forstgrenze. Die Inschrift lautet weiter: „GELLERSER ANFANG“, dem folgen die Jahresangabe „ANNO MDCCXLVI“ (1746) und die vier weiteren lat. Wörter: „FORESTUM HOCCE TRANSACTIONE ACQUISITUM“. Übersetzung: „'1746 wurde dieser Wald von Georg II. [...] durch Vergleich mit den vorherigen Interessenten (Bauern) erworben'“. Gesetzt wurde dieser Stein jedoch erst 1752, auch existierte der Name Gellerser Anfang 1746 zum Zeitpunkt des Rezesses, der die neuen Rechte und Besitzverhältnisse in diesem „Kernstück der noch größeren Gellerser Holzung“ regelte, noch gar nicht (siehe auch: Historische Grenzsteine im Gellerser Anfang). | 28836639 | Weitere Bilder |

## Ehemalige Baudenkmale
| Lage                                            | Bezeichnung | Beschreibung | ID | Bild |
| ----------------------------------------------- | ----------- | ------------ | -- | ---- |
| Lüneburger Straße 5 53° 13′ 57″ N, 10° 15′ 4″ O |             |              |    | BW   |